# Recensământul populației din 2011 (România)

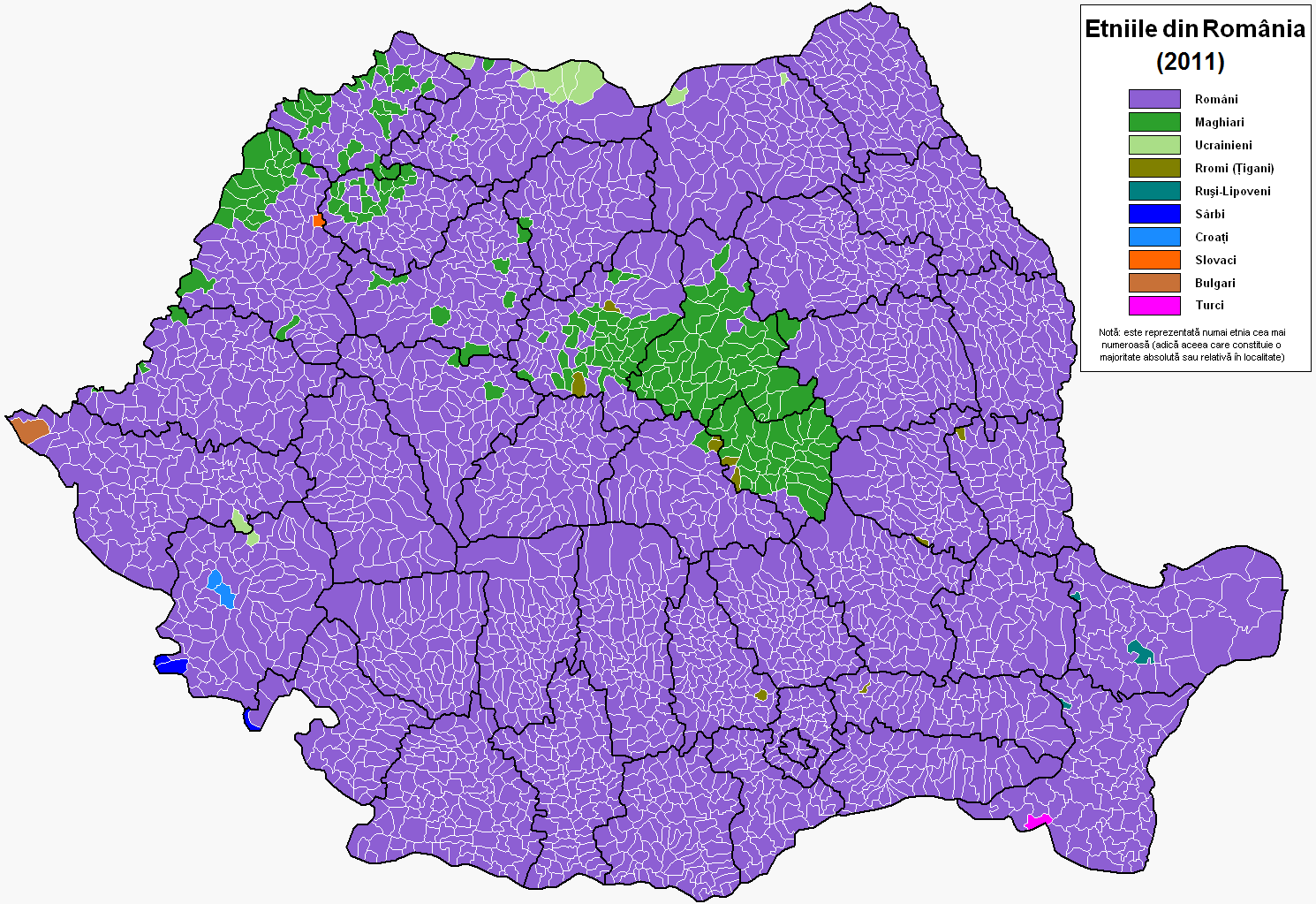
Harta etnică a României (2011)

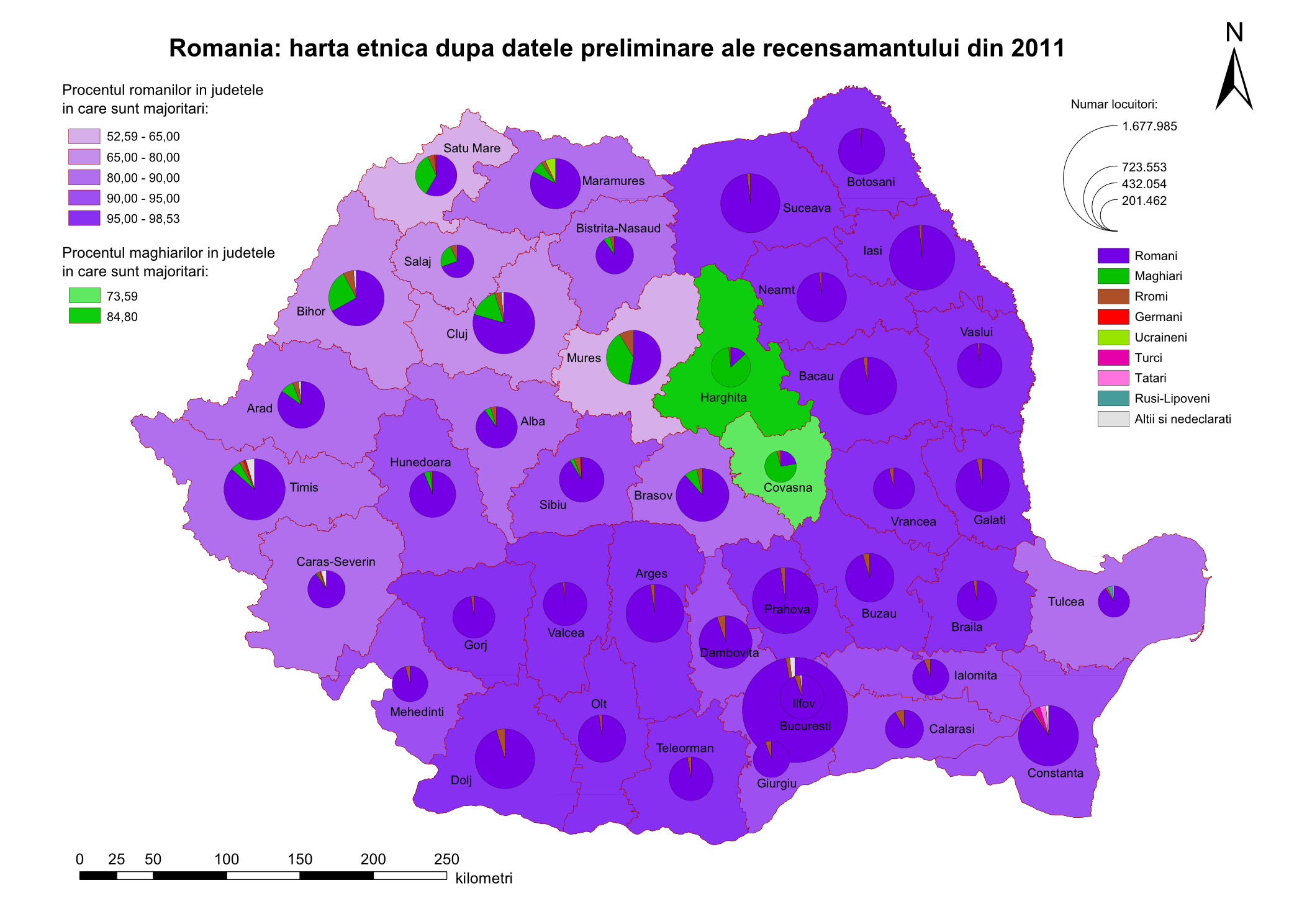
Harta etnică a României la nivel de județe (2011)

Recensământul populației din 2011 din România a fost efectuat de către Institutul Național de Statistică (INS) în perioada 20–31 octombrie și a urmărit evoluția față de recensământul din 2002 în parametrii demografici, social-economici, etnici și confesionali. Inițial a fost stabilit pentru perioada 12–21 martie 2011, dar a fost reprogramat din motive bugetare și a avut loc în luna octombrie.
Recensământul a fost al treilea de după căderea regimului comunist, după cele din 1992 și 2002. Primele rezultate au fost prezentate în luna ianuarie 2012 de către Institutul Național de Statistică al României.
Rezultatele definitive obținute se prezintă astfel:
- Populația stabilă: 20.121.641 persoane, din care 10.333.064 femei (51,4%)
- Gospodării: 7,1 milioane (7.086.717) gospodării;
- Locuințe (inclusiv alte unități de locuit): 8,5 milioane locuințe, din care:
  - 8.450.607 locuințe convenționale și 8.149 alte unități de locuit;
  - Clădiri: 5,1 milioane clădiri (5.117.940 clădiri din care: 5.103.013 clădiri cu locuințe și 14.927 clădiri cu spații colective de locuit.